# Pakulaid
Pakulaid är en obebodd ö i västra Estland. Den ligger i Leisi kommun i landskapet Saaremaa (Ösel), 160 km sydväst om huvudstaden Tallinn. Öns högst belägna plats ligger två meter över havsnivån. Pakulaid är belägen i Sölasund (estniska: Soela väin) som skiljer Dagö i norr från Ösel i söder samt Östersjön i väster från Moonsund i öster. Den ligger omedelbart norr om Ösels nordudde Pammana poolsaar. Omkring 600 meter norrut ligger den ensliga ön Pihlalaid.